# Paratachina costae
Paratachina costae är en tvåvingeart som först beskrevs av Jaennicke 1867.  Paratachina costae ingår i släktet Paratachina och familjen parasitflugor.
Artens utbredningsområde är Etiopien. Inga underarter finns listade i Catalogue of Life.